# Società (diritto)
Una società, nel diritto e nella ragioneria, è una particolare forma giuridica di svolgimento, da parte di un soggetto, di un'attività economica: essa può essere costituita da un unico soggetto (società unipersonale) o da più soggetti detti soci (persone fisiche e/o giuridiche) riunite in un'impresa collettiva. È soggetta al diritto societario (una branca del diritto commerciale) dei vari paesi e, in base alla forma giuridica, può essere di vari tipi (e.g. società per azioni/corporation).

## Nel mondo

### Italia

#### Definizione
Con tale termine si possono indicare fenomeni ben distinti:
1. il contratto di cui all'art 2247 c.c. (contratto di società o contratto sociale);
2. il soggetto giuridico, costituito dai soci e da questi distinto;
3. il rapporto societario che lega i soci tra loro (art 2269 c.c.).

La definizione più compiuta e citata del fenomeno societario si trova comunque nel codice civile, all'art. 2247, secondo cui con il contratto di società due o più persone conferiscono beni o servizi per l'esercizio in comune di un'attività economica, allo scopo di dividerne gli utili.
Tale articolo non comprende però tutti i tipi di enti sociali conosciuti dal nostro ordinamento: se da un canto, come si vedrà tra poco, esistono società non a scopo di lucro, dall'altro, con l'introduzione delle società unipersonali, anche un soggetto singolo può costituire una nuova società, mediante un atto unilaterale. L'ordinamento italiano distingue poi tra società, consorzi ed associazioni.

#### Oggetto sociale
L'oggetto sociale descrive le attività che possono essere esercitate dalla società. Va incluso nell'atto costitutivo (come disposto dall'art. 2463 cc sulla Costituzione della Società a Responsabilità Limitata) e dev'essere sufficientemente determinato, lecito e possibile. Ad esempio, può essere produzione e vendita di auto, vendita di alimentari, costruzioni edili... Se non viene conseguito (in via definitiva) o sopraggiunga l'impossibilità di conseguirlo, ciò può essere causa dello scioglimento della società (art 2272 cc).

#### Partizioni a seconda dello scopo sociale
Lo scopo di lucro è quello tipico della società che si propone di destinare ai soci i proventi dell'attività economica esercitata.
Lo scopo mutualistico (presente nelle cooperative e nelle mutue assicuratrici) è, in assenza di una formulazione legislativa, comunemente definito (anche sulla base di quanto riportato dalla relazione al codice civile) come quello di fornire ai soci beni, servizi o occasioni di lavoro a condizioni di lavoro più vantaggiose di quelle che otterrebbero sul mercato.
Si considera anche esistente uno scopo consortile, tipico dei consorzi istituiti in forma di società ex art. 2615 ter c.c., che consiste nel supportare le imprese consorziate nella disciplina o nello svolgimento in comune di parte delle rispettive attività economiche (ad esempio il consorzio per l'acquisto in comune di merci o la realizzazione di servizi in comune tra le diverse imprese).

#### Caratteristiche specifiche
L'ordinamento giuridico italiano propone un numero chiuso di tipi sociali, all'interno del quale i privati possono scegliere quello più vicino alle loro esigenze. Unica preclusione di ordine generale è quella data dal particolare statuto della società semplice, che può essere utilizzata unicamente per società che abbiano ad oggetto l'esercizio di un'attività diversa da quella commerciale (art. 2249 c.c.). Leggi speciali stabiliscono poi ulteriori limitazioni, prescrivendo per alcune attività il ricorso a determinati tipi sociali.
In realtà, per la valida costituzione di una società non è necessario scegliere in maniera esplicita uno dei tipi previsti dalla legge. Due tipi di società sono, infatti, residuali e ad essi si farà riferimento nel caso una società sia stata costituita senza determinarne il tipo. Occorre aver riguardo all'oggetto: ove esso sia lo svolgimento di un'attività non commerciale, soccorrerà il disposto dell'articolo 2249 c.c., secondo comma, per cui una società con tale caratteristica è regolata secondo le disposizioni della società semplice, a meno che i soci non abbiano voluto costituire una società secondo uno degli altri tipi. Esplicite disposizioni legislative non si rinvengono per le società che hanno ad oggetto un'attività commerciale. In questo caso, poiché la scelta degli altri tipi sociali compatibili con la commercialità dell'oggetto richiede ulteriori ed esplicite statuizioni da parte dei soci, si ricava che la società debba essere regolata dalle norme sulla società in nome collettivo.
La formulazione dell'articolo 2249 c.c. deroga, al principio generale ex 1322 c.c., 2° comma, secondo cui i privati possono concludere contratti atipici, purché diretti a realizzare interessi meritevoli di tutela secondo l'ordinamento giuridico. Non sarebbe quindi possibile costituire società atipiche in senso proprio, ossia non appartenenti ad alcun tipo legale. Il significato del divieto, per queste posizioni dottrinarie, si ritrova nella necessità di tutelare i terzi e la certezza dei traffici, data la rilevanza esterna del contratto di società.
Altra parte della dottrina sostiene invece l'atipicità delle società, argomentando a partire dalla considerazione della disciplina della società semplice e della s.n.c. non come sub-fattispecie negoziali (cioè "tipi"), ma come mere discipline residuali. Vi sarebbe quindi la possibilità per i soci di regolare in modo autonomo la propria società che verrebbe integrata a livello normativo dalla disciplina della società semplice in caso di attività non commerciali e da quella della s.n.c. in caso di attività commerciali, con eventuale sostituzione di diritto delle clausole contrarie a norme inderogabili (ad esempio in punto di responsabilità patrimoniale).
Se l'autonomia privata dei soci è limitata dalla necessità di scegliere uno dei tipi proposti dalla legge, nondimeno essi hanno la possibilità di modificare in parte i modelli legali, mediante l'adozione di clausole atipiche. La disciplina dettata dal legislatore consente, infatti, ampi adattamenti, che permettono di modellare nel concreto la società, in modo da soddisfare le particolari esigenze dei soci. I limiti delle clausole atipiche sono diversi a seconda del tipo sociale.

In genere, nelle società di persone si riscontra una flessibilità maggiore rispetto a quelle di capitali. Altra considerazione generale è quella secondo cui una minore derogabilità si riscontra nel regime delle obbligazioni sociali (che incidono sulla posizione dei terzi). Nel caso in cui la clausola atipica violi i limiti dell'autonomia negoziale, essa sarà illecita, per contrarietà a norme imperative e, ai sensi dell'art. 1419 c.c., secondo comma, verrà sostituita dalla disciplina legale.
I tipi societari disciplinati dal legislatore rappresentano ad ogni modo, un modello e una convenienza per i soci e per i terzi in quanto, avendo una disciplina standard, riducono i costi di transazione e danno una sicurezza agli investitori e ai creditori.

#### Il requisito della "commercialità"
L'ordinamento giuridico italiano (art. 2249 c.c.) non consente alle società semplici l'esercizio di attività commerciali (attività indicate dall'art. 2195 c.c.): pertanto la società semplice può avere ad oggetto soltanto l'attività agricola (art. 2135 c.c.) e lo svolgimento in forma associata di un'attività professionale (e, perciò, non imprenditoriale).
Di conseguenza, invece, gli altri tipi societari sono riconducibili sotto la qualificazione di "società commerciali": tali società, qualora svolgano un'attività non commerciale , peraltro, non avranno lo statuto dell'imprenditore commerciale, e pertanto, fra l'altro, non saranno soggette al fallimento e alle altre procedure concorsuali (norma non pacifica).
La qualifica di "commerciale" (o, con termine più antico, "mercantile") rileva anche ai fini dei redditi soggetti ad IRES, che, in caso di commercialità, saranno interamente imputati a reddito di impresa.

#### Tipi di società
Due sono i grandi sottoinsiemi in cui si raggruppano le società lucrative: le società di persone e le società di capitali. A distinguere le prime dalle seconde sono due elementi: il grado di autonomia patrimoniale ed il riconoscimento o meno della personalità giuridica da parte del legislatore (contratto di società è il conferimento, da parte di due o più soggetti, di beni e servizi per l'esercizio in comune di un'attività economica organizzata, al fine di dividerne gli utili). Più in particolare, riguardo all'autonomia patrimoniale:
- Le società di capitali sono caratterizzate da un'autonomia patrimoniale perfetta e così:
  - I soci rispondono delle obbligazioni sociali nei limiti della quota conferita, salvo che:
    - il socio accomandatario di una società in accomandita per azioni, per le obbligazioni sorte nel periodo in cui svolgeva le funzioni di amministratore;
    - il socio unico di S.r.l. e S.p.A., ove non abbia adempiuto agli obblighi pubblicitari e relativi ai conferimenti in denaro connessi a tale condizione;

  - I creditori particolari dei soci non possono pretendere che la quota sociale del rispettivo debitore sia liquidata dalla società (ma possono pignorare la quota ovvero gli utili da essa derivante).
- Le società di persone, al contrario, vedono un'autonomia patrimoniale imperfetta. Ne consegue che:
  - I soci sono, in via sussidiaria (il beneficio d'escussione opera diversamente, a seconda del tipo sociale), illimitatamente e solidalmente responsabili per le obbligazioni della società, salvo alcune eccezioni stabilite
    - dalla legge: socio accomandante di una società in accomandita semplice;
    - dai soci stessi (possibilità prevista unicamente nella disciplina delle società semplici), per mezzo di un patto portato a conoscenza dei terzi con mezzi idonei, ex art.2267 c.c.;

  - I creditori particolari dei soci di società semplici possono ottenere dalla società la liquidazione della quota del socio debitore. Questa possibilità è riconosciuta pure ai creditori dei soci di società in nome collettivo, ove la durata di questa sia stata prorogata, con diverse modalità nel caso la proroga sia stata espressa o tacita.

Inoltre, l'ordinamento riconosce la personalità giuridica alle sole società di capitali (art 2331 c.c.). Le società di persone sono comunque caratterizzate da soggettività giuridica, ossia costituiscono un soggetto distinto dai soci, titolare di propri rapporti giuridici e di un proprio patrimonio.
Sono società di persone:
- La società semplice (S.s.)
- la società in nome collettivo (S.n.c.)
- la società in accomandita semplice (S.a.s.).

Sono società di capitali:
- la società per azioni (S.p.A.)
- la società a responsabilità limitata (S.r.l.)
- la società a responsabilità limitata semplificata (S.s.r.l. o S.r.l.s.)
- la società in accomandita per azioni (S.a.p.a.).

Sono società cooperative (Soc. Coop.): le società caratterizzate da scopo mutualistico. Tutte le società cooperative hanno personalità giuridica e devono seguire le norme contabili e di bilancio delle persone giuridiche, con l'aggiunta della sorveglianza del Ministero del Lavoro.
È definita invece società consortile (S.c.a.r.l.) l'organizzazione costituita tra imprenditori dello stesso ramo o di attività connesse per la disciplina o per lo svolgimento di determinate fasi delle rispettive imprese.

#### Tipi particolari
Oltre ai tipi societari classici, recentemente si sono affacciate nuove varianti.
- Con il decreto legislativo n. 88 del 3 marzo 1993, si è creata, ad esempio, la figura della S.r.l. unipersonale (S.r.l.u.): per la prima volta si è consentito ad un unico soggetto di costituire una società, mediante atto unilaterale. La riforma del diritto societario, adottata con il decreto legislativo n. 6 del 17 gennaio 2003, ha esteso questa possibilità pure alle S.p.A. In entrambi i casi sono previsti determinati obblighi, relativi al versamento dei conferimenti in denaro e alla pubblicità. Nel caso di mancata ottemperanza a detti obblighi, il socio perde il privilegio della responsabilità limitata, nel senso che, in caso d'insolvenza della società, risponde illimitatamente per tutte le obbligazioni sorte nel periodo in cui era azionista o quotista unico.
- Società tra professionisti: sono società, che possono costituirsi sullo schema delle società di persone, di capitali o cooperative, i cui soci sono iscritti ad uno degli albi previsti dall'ordinamento italiano (che prevede sia ordini e collegi professionali per le professioni regolamentate, sia associazioni tra professionisti notificate al Ministero della Giustizia per le professioni non regolamentate, come ad esempio traduttori, interpreti, amministratori di condominio, ecc.). L'oggetto dell'attività è di tipo tecnico specialistico: fornitura di pareri, giudizio di fattibilità, progettazione di opere, gestione associata di uffici, laboratori o studi professionale, mentre le attività di tipo strettamente riservate ad un professionista iscritto ad un albo sono nella competenza del singolo professionista associato. Alle società tra professionisti possono far parte anche collaboratori non professionisti, purché il controllo della società rimanga ai soci professionisti.
- Società di fatto: per la costituzione di società di persone non è necessario l'atto scritto. In mancanza di questo, si parla di società di fatto, che viene regolata dalle norme della società semplice se non commerciale, o, se commerciale, come una società in nome collettivo irregolare.[2]
- Società occulta: è una società costituita da soci che non vogliono rivelarne l'esistenza all'esterno. Solitamente tramite una società occulta i soci tendono a conseguire benefici segretamente, pertanto al di fuori di ogni regola o controllo.[2]
- Talvolta si parla di società apparente: è bene precisare che, in questo caso, non si tratta di una organizzazione societaria, ma ci si riferisce alla situazione nella quale il comportamento di taluni soggetti, che non possono essere giuridicamente definiti soci, ingenera nei terzi, che entrano in contatto con questi, l'affidamento nell'esistenza di una società, in realtà inesistente.

## Diritto dell'UE

### Tipi di società
- Società europea: nasce nel 2001 per permettere il superamento del diritto societario dei diversi stati membri dell'Unione europea e di rendere direttamente applicabili e omogenee alcune norme alle società che adotteranno lo statuto di SE (società europea). Per tali società la partecipazione è espressa da titoli azionari con un capitale sociale di almeno 120 000 euro. La costituzione è possibile per fusione di due società di stati diversi o attraverso la creazione di holding comune, o ancora attraverso una trasformazione di una società di capitali o se una società possiede una filiale all'estero per almeno due anni assoggettata alle regole del paese locale. Allo statuto della SE possono approdare sia le società per azioni che le srl.
- Società cooperativa europea

## Paesi anglosassoni

### Professional corporation
Le professional corporation o professional service corporation sono entità aziendali regolamentate da specifiche disposizioni del statuti delle società private in nome per conto delle quali operano professionsiti quali: avvocati, architetti, ingegneri, revisori contabili e medici.
Esse differiscono dalle forme associative tradizionali, poiché il professionista titolare non è immune dalle conseguenze di una condotta qualificata come un caso di negligenza o di imperizia. Diversamente dalle altre fome di partnership, le professional corporation presentano il vantaggio dell'esclusione di una responsabilità in solido fra i contitolari.
Le professional corporation possono avere uno o più dirigenti, ai quali è generalmente associato un grado di responsabilità maggiore rispetto a quello previsto dalla forma di una società a responsabilità limitata.
Nel diritto civile privato statunitense le professional corporation, al pari delle corporation ordinarie, hanno una doppia cittadinanza, una nel Paese nel quale eleggono la sede legale, e l'altra nello Stato nel quale si trova fisicamente la sede principale del loro business (es. la sede produttiva di un'industria manifatturiera). Questo diritto alla doppia cittadinanza si applica anche a sindacati, associazioni di lavoratori, società a responsabilità limitata, soggetti per i quali la legge prevede che la cittadinanza sia basata sul domicilio di ciascun membro.
Tale norma di legge risulta utile per determinare la competenza territoriale delle corti federali nelle controversie di valore complessivo pari ad almeno 75 000 dollari (diversity jurisdiction) e nelle quali le parti contendenti -persone fisiche e/o giuridiche- hanno una cittadinanza differente fra loro. Questo crea una vantaggio competitivo rispetto ad altre forme associative derivante dall'"arbitraggio" fra le diversità normative esistenti nelle legislazioni dei diversi Stati, così come dalla possibilità di presentare ricorsi in un numero maggiore di corti federali territorialmente competenti.